# Boks na Igrzyskach Ameryki Środkowej i Karaibów 2014
Wyniki zawodów bokserskich, które rozgrywane były w dniach: 21 - 29 listopada 2014 roku w meksykańskim mieście - Veracruz.

## Medaliści
| Kategoria wagowa              | Złoto                | Srebro             | Brąz                              |
| Waga papierowa (-49 kg)       | Leonel de los Santos | Yuberjen Martínez  | Joselito Velázquez Anthony Chacon |
| Waga musza (-52 kg)           | Yosvany Veitía       | Ceiber Ávila       | Eduard Bermúdez Jeyvier Cintrón   |
| Waga kogucia (-56 kg)         | Robeisy Ramírez      | Héctor García      | Sergio Chirino Juan Reyes         |
| Waga lekka (-60 kg)           | Lázaro Álvarez       | Lindolfo Delgado   | Jose Diaz Michael Alexander       |
| Waga lekkopółśrednia (-64 kg) | Yasniel Toledo       | Danielito Zorrilla | Raul Curiel Luis Arcon            |
| Waga półśrednia (-69 kg)      | Roniel Iglesias      | Carl Heild         | Marvin Cabrera Nicklaus Flaz      |
| Waga średnia (-75 kg)         | Arlen López          | Misael Rodríguez   | Raul Sánchez Omar López           |
| Waga półciężka (-81 kg)       | Julio de la Cruz     | Juan Carrillo      | Rogelio Romero Osmar Bravo        |
| Waga ciężka (-91 kg)          | Erislandy Savón      | Alfonso Flores     | Deivis Julio Michael Narvaez      |
| Waga super ciężka (+91 kg)    | Yohandi Toirac       | Édgar Ramírez      | Edgar Muñoz Jose Gaitan           |